# Coates (Minnesota)
Coates es una ciudad ubicada en el condado de Dakota en el estado estadounidense de Minnesota. En el Censo de 2010 tenía una población de 161 habitantes y una densidad poblacional de 44,24 personas por km².

## Geografía
Coates se encuentra ubicada en las coordenadas 44°42′57″N 93°1′56″O / 44.71583, -93.03222. Según la Oficina del Censo de los Estados Unidos, Coates tiene una superficie total de 3.64 km², de la cual 3.64 km² corresponden a tierra firme y (0%) 0 km² es agua.

## Demografía
Según el censo de 2010, había 161 personas residiendo en Coates. La densidad de población era de 44,24 hab./km². De los 161 habitantes, Coates estaba compuesto por el 96.27% blancos, el 0% eran afroamericanos, el 0% eran amerindios, el 2.48% eran asiáticos, el 0% eran isleños del Pacífico, el 0% eran de otras razas y el 1.24% pertenecían a dos o más razas. Del total de la población el 2.48% eran hispanos o latinos de cualquier raza.